# لاندسات 6
لاند سات 6 هو قمر اصطناعي يدور في مدار حول الأرض على ارتفاع 705 كلم وتغطي أشعته المنطقة المستهدفة من سطح الأرض بطريقة عمودية.

## المستشعرات
يحمل لاند سات 6 نوعين رئيسسين من المستشعرات:
- الأول منها مخصص لجمع معلومات لإنتاج خرائط نوعية يعرف باسم TM وتبلغ قدرته على تسجيل الأهداف الأرضية في حدود 20*20 منر آي أن أقل مساحة أو أهداف يمكن تمييزها مباشرة لا تقل مساحتها عن ذلك.
- أما المستشعر الأخر فيعرف باسم MSS أي المستشعر المتعدد المجالات وتبلغ قدرته على تسجيل الأهداف الأرضية في حدود 40*40 منر أي أن أقل مساحة أو أهداف يمكن تمييزها مباشرة لا تقل عن ذلك، ويتميز هذا القمر بأنه يعود لتسجيل معلومات نفس المكان على سطح الأرض مرة كل 16 يوما.